# Vrbové

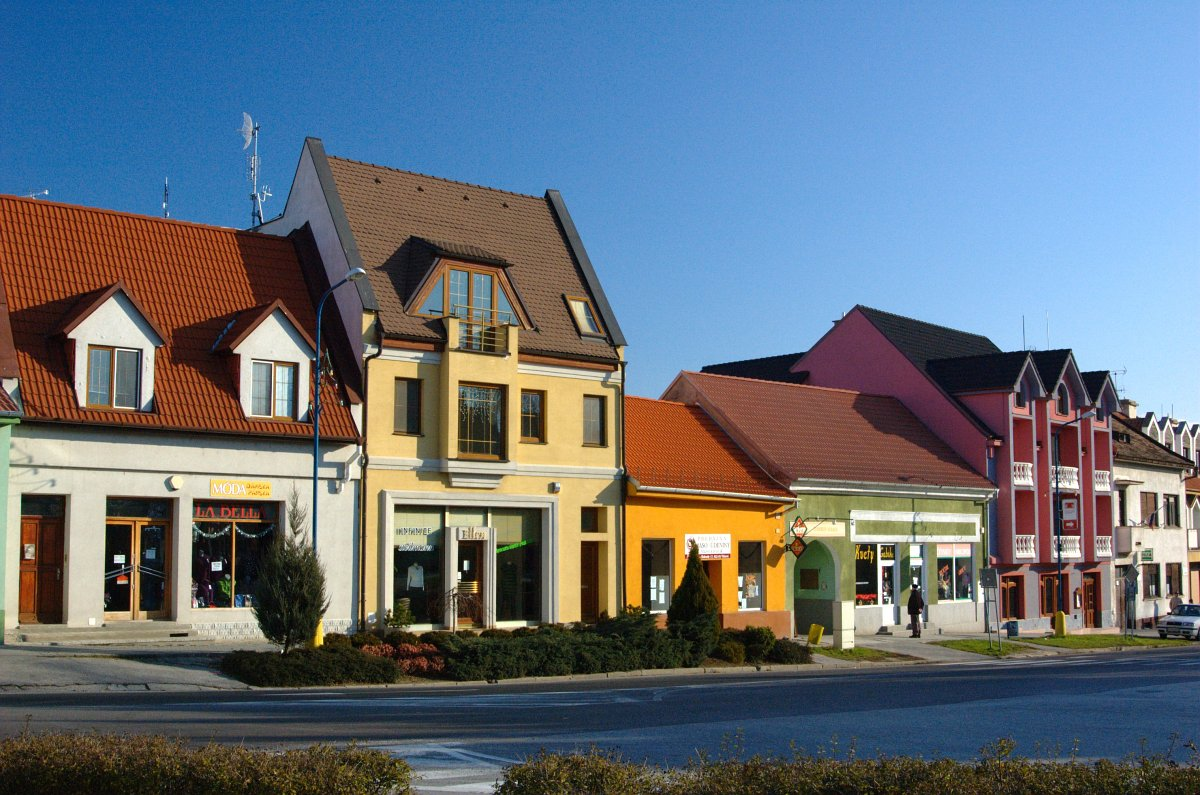
Centrum miasteczka

Vrbové – miasto na Słowacji w kraju trnawskim, liczy około 6,3 tys. mieszkańców (2011). Położone około 10 km od uzdrowiskowej miejscowości Pieszczany.
Vrbové nazywane jest słowacką Pizą ze względu na krzywą wieżę jednego z tamtejszych kościołów. W centrum znajduje się okazała synagoga, ponieważ miasto zamieszkiwała liczna społeczność żydowska. 
W Vrbovem urodził się żołnierz, uczestnik konfederacji barskiej, zesłaniec na Kamczatkę, skąd dokonał brawurowej ucieczki w roku 1772, pochodzenia słowacko-węgierskiego hrabia Maurycy Beniowski, który został królem Madagaskaru.